# Hilocomiàcies
Les hilocomiàcies (Hylocomiaceae) són una família de molses de l'ordre de les hipnals. Són molses robustes, que formen tapissos i gespes de grans extensions, a voltes amb parafil·les presents. Les càpsules de l'esporòfit són corbades i asimètriques.

## Taxonomia
Un total de 17 gèneres formen part d'aquesta família:
- Hylocomiadelphus
- Hylocomiastrum
- Hylocomium
- Leptocladiella
- Leptohymenium
- Loeskeobryum
- Macrothamnium
- Miehea
- Neodolichomitra
- Orontobryum
- Pleurozium
- Rhytidiadelphus
- Rhytidiastrum
- Rhytidiopsis
- Rhytidium
- Schofieldiella
- Stenothecium